# ارنست ابوبکر کونگو
ارنست ابوبکر کونگو (انگلیسی: Ernest Aboubacar Congo؛ زادهٔ ۱۳ دسامبر ۱۹۹۲) بازیکن فوتبال اهل بورکینافاسو است.
از باشگاه‌هایی که در آن بازی کرده است می‌توان به باشگاه فوتبال اتحاد خمیسات اشاره کرد.
وی همچنین در تیم ملی فوتبال بورکینافاسو بازی کرده است.